# NGC 892
NGC 892 ist eine Spiralgalaxie vom Hubble-Typ Sab im Sternbild Walfisch südlich des Himmelsäquators. Sie ist schätzungsweise 443 Millionen Lichtjahre vom Sonnensystem entfernt und hat einen Durchmesser von etwa 80.000 Lichtjahren.
Im selben Himmelsareal befindet sich u. a. die Galaxie NGC 878.
Das Objekt wurde im Jahr 1886 von Francis Preserved Leavenworth entdeckt.